# 常州市金坛区第一中学
常州市金坛区第一中学是中國江蘇省常州市金坛区的一所四星级高中，学校又名东南大学第二附属中学。学校教育理念是以学生终身发展为本，办学理念是为学生厚实人生奠基，学校的社会声誉显著提高，多次受省市嘉奖。

## 历史
学校成立于1995年，1998年与成为东南大学第二附属中学，2006年成为江苏省四星级普通高中。

## 荣誉
学校多次获得省，市表彰。如学校获得江苏省文明单位，江苏省平安校园等称号，以及常州市艺术特色学校等市级称为。